# 心のいこい
『心のいこい』（こころのいこい）は、大阪市鶴見区の宗教法人、念法眞教の布教番組。

## 概要
ラジオ大阪の制作で1971年に開始し、2006年11月30日に放送1万1000回を数えた。
早朝5時台 - 6時台に民放AM局（JRN・NRN系列）にネットされ、月曜 - 土曜に放送している局と、月曜 - 金曜・日曜に放送している局があった。
しかし、2016年3月にほとんどの放送局が放送終了となり、5局ネットに縮小した。
2020年3月31日、地上波ラジオ局の放送を終了し、4月1日からインターネット配信番組に移行する。

## 番組構成

### 日替わりの内容
5分枠で、基本的には月・水・金曜日が関西芸術座か劇団ひまわり出演のミニラジオドラマと『念法法語集』（教典）の朗読、火・木・土曜日が朗読のみである。
火・木・土曜日のいずれかが祝日の場合、祝日に因んだミニドラマが放送されるため、前日はドラマを休み朗読のみになる場合もある。
2005年4月1日から2006年11月13日までは、オープニングの前に「ねんぽう・しんきょう」のサウンドロゴが挿入されていた。
念法法語集の朗読は、低く落ち着き払った声質の御園尾和子（みそのお かずこ）が放送開始から36年間に渡って務めていたが、2007年4月2日以降は後任の浦島三和子（うらしま みわこ）に交替し、現在に至っている。

### オープニング
鶯の鳴き声とともに流れるテーマ曲『小鳥のシンフォニー』（作曲：横山菁児）に、「おはようございます。念法眞教・心のいこい。」のナレーションが被る。当日の番組内容が栗本有紀子（くりもと ゆきこ）によって予告され（祝日等は併せてコメントされる）、本編に入る。

### 朗読
法語集は様々なBGMにのせて朗読される。2005年4月からは不定期ながらも法語集に加え、それに因んだエッセーも朗読されていたが、御園尾和子の降板後エッセーは無くなり、朗読のみになっている。

### ドラマ
ドラマには連続物と単発物があり、連続物では「桜井家の人たち」、「緑ヶ丘3丁目」、「マツオカさん家は3人家族」、「園部さん家の園子さん」（2005年1月 - ）、「ゴエモンの旅」（2005年10月 - 12月30日、金曜日のみ）等がある。
単発物はその時々で作家が異なり、教義に因んだものや、2005年4月以降は「雨」「夏休み」など季節を題材にしたドラマも放送されていたが、後者は現在休止している。

### エンディング
テーマ曲『小鳥のシンフォニー』が鶯の鳴き声（オープニングとは若干異なる）とともに再び流れ、アナウンスが被る。ドラマや朗読が早く終わって間がある時等には、教団の連絡先と名称の説明を行っていたが、2005年4月1日以降一旦休止した。2006年4月3日から復活したが、現在は連絡先の案内は行なっていない。
そして最後に「今日も一日、明るくお過ごしください。」とコメントされ、テーマ曲がボリュームアップ～フェードアウトして終わる。フェードアウトのタイミングは、各局によって異なる。
かつては、御園尾和子がオープニングとエンディングのコメントも担当していた。

## 出演者
- 栗本有紀子（オープニング・エンディングのコメント）
- 浦島三和子（法語集の朗読）
- 関西芸術座（ミニドラマ）
- 劇団ひまわり（ミニドラマ）
- 御園尾和子（オープニング・エンディングのコメント、法語集の朗読。1971年 - 2007年）

## ネット局
それぞれ放送時間の早い順から記載。

### 地上波版終了時点
| 放送対象地域 | 放送局名                 | 放送時間                                 | 備考                                                                              |
| ------------ | ------------------------ | ---------------------------------------- | --------------------------------------------------------------------------------- |
| 関西広域圏   | ラジオ大阪（OBC）        | 月曜 - 土曜 6:55 - 7:00                  | 製作局                                                                            |
| 北海道       | HBCラジオ                | 月曜 - 金曜 5:05 - 5:10 土曜 5:24 - 5:30 | 『ファイターズ&ミュージック「朝イチ!」』内（月曜 - 金曜）土曜は独立番組として放送 |
| 富山県       | 北日本放送（KNB）        | 月曜 - 金曜 6:30 - 6:35 土曜 6:25 - 6:30 |                                                                                   |
| 神奈川県     | アール・エフ・ラジオ日本 | 月曜 - 金曜・日曜 5:20 - 5:25            |                                                                                   |
| 福岡県       | RKBラジオ                | 月曜 - 金曜 5:20 - 5:25 日曜 6:05 - 6:10 |                                                                                   |

### 過去
下記の放送局は2016年3月いっぱいで放送終了となっており、また記載している放送時間は同年3月の番組打ち切り時点のものである。
| 放送対象地域   | 放送局名                      | 放送時間                                 | 後番組 | 備考                                                              |
| -------------- | ----------------------------- | ---------------------------------------- | --- | ----------------------------------------------------------------- |
| 山形県         | 山形放送（YBC）               | 月曜 - 土曜 5:00 - 5:05                  | 『リラクシング ミュージック』（月曜 - 金曜） 『小林綾子 花言葉〜小さな花の物語〜』 （土曜 5:00 - 5:15） | [ 7 ]                                                             |
| 岩手県         | IBC岩手放送                   | 月曜 - 土曜 5:10 - 5:15                  | 『はがきでこんにちは』（月曜 - 金曜） 『ハミングカフェ』（土曜） | [ 8 ]                                                             |
| 石川県         | 北陸放送（MRO）               | 月曜 - 土曜 5:10 - 5:15                  | 『市橋有里のやっぱり走って損はない!!』（月曜 - 金曜） 『優駿〜名馬物語〜』（土曜 5:00 - 5:15） |                                                                   |
| 京都府・滋賀県 | KBS京都 KBS滋賀               | 月曜 - 土曜 5:10 - 5:15                  | 『京都フォークデイズ』 |                                                                   |
| 広島県         | 中国放送（RCC）               | 月曜 - 土曜 5:10 - 5:15                  | 『サウンドセレクション』 |                                                                   |
| 岡山県         | 山陽放送（RSK）               | 月曜 - 土曜 5:10 - 5:15                  | 『オールディーズをあなたに』（月曜 - 金曜） 『ラジオ朗読版「なぜ生きる」』 （土曜 5:00 - 5:15） | [ 8 ]                                                             |
| 宮城県         | 東北放送（TBC）               | 月曜 - 土曜 5:25 - 5:30                  | 『小林綾子 花言葉〜小さな花の物語〜』（月曜 - 金曜） 『森永卓郎ジャーナル』 （土曜 5:25 - 5:40） | [ 8 ]                                                             |
| 福島県         | ラジオ福島（rfc）             | 月曜 - 土曜 5:25 - 5:30                  | 『心のともしび』 |                                                                   |
| 島根県・鳥取県 | 山陰放送（BSS）               | 月曜 - 土曜 5:25 - 5:30                  | 『サウンドクラブ』（月曜 - 金曜） 『BSSショッピング』（土曜） |                                                                   |
| 山口県         | 山口放送（KRY）               | 月曜 - 土曜 5:25 - 5:30                  | 『心のともしび』 |                                                                   |
| 東海広域圏     | 東海ラジオ（SF）              | 月曜 - 土曜 5:50 - 5:55                  | 『RUSH HOUR!』（月曜 - 金曜） 『RUSH HOUR!〜日本の歌〜』（土曜 5:45 - 5:55） | [ 11 ]                                                            |
| 茨城県         | 茨城放送（IBS）               | 月曜 - 土曜 6:05 - 6:10                  | | 「Morningナビ!!」内                                               |
| 栃木県         | 栃木放送（CRT）               | 月曜 - 土曜 6:35 - 6:40                  | 『みんなで唄おう“ふるさとの民謡”』 （月曜 - 金曜 6:35 - 6:45） | 「ココロ晴れルヤ!」（月曜 - 金曜）内 「サタデーとちぎ」（土曜）内 |
| 徳島県         | 四国放送（JRT）               | 月曜 - 金曜 5:05 - 5:10 土曜 6:05 - 6:10 | 『おはようミュージック』 （月曜 - 金曜 5:00 - 5:10） 『マイペット・マイライフ』（土曜） |                                                                   |
| 静岡県         | 静岡放送（SBS）               | 月曜 - 金曜 5:15 - 5:20 土曜 5:35 - 5:40 | 『Wake Up メロディー』 （月曜 - 金曜 5:00 - 5:20） 『SBSラジオ 今月のイチオシくん』（土曜） | [ 8 ]                                                             |
| 沖縄県         | 琉球放送（RBC）               | 月曜 - 金曜 5:15 - 5:20 土曜 5:50 - 5:55 | 『モーニングブレイク』 （月曜 - 金曜 5:00 - 5:20） 『僕の作文・私の作文』 （土曜 5:45 - 5:55） |                                                                   |
| 秋田県         | 秋田放送（ABS）               | 月曜 - 金曜 5:20 - 5:25 土曜 5:25 - 5:30 | 『ドクターごとうの熱血訪問クリニック』 （月曜 - 金曜 5:15 - 5:25） 『小金沢くんの波乗り歌謡曲』 （土曜 5:00 - 5:30） |                                                                   |
| 兵庫県         | ラジオ関西（CRK）             | 月曜 - 金曜 5:20 - 5:25 土曜 6:10 - 6:15 | 『カントリーミュージックトラベル』 （月曜 5:15 - 5:55） 『名曲モーニング』 （火曜 5:15 - 6:00） 『おはようラジ関演芸』 （水曜 5:15 - 6:00） 『大爆笑!ラジ関寄席』 （木曜 5:15 - 5:54） 『今日いち!はつらつ道場』 （金曜 5:15 - 5:30） 『天使のモーニングコール』 （土曜 6:00 - 6:30） |                                                                   |
| 長崎県・佐賀県 | 長崎放送（NBC） NBCラジオ佐賀 | 月曜 - 金曜 5:20 - 5:25 土曜 6:30 - 6:35 | 『健康なんでも相談』 （月曜 - 金曜 5:10 - 5:25） 『時東ぁみの危機耳ラジオ〜その時のために〜』 （土曜 6:20 - 6:35） |                                                                   |
| 愛媛県         | 南海放送（RNB）               | 月曜 - 金曜 5:20 - 5:25 土曜 6:50 - 6:55 | 『南海クラシックス』 （月曜 5:20 - 5:25・火曜 - 金曜 5:10 - 5:25） 『健康情報局』 （土曜 6:50 - 7:05） |                                                                   |
| 宮崎県         | 宮崎放送（MRT）               | 月曜 - 金曜 5:25 - 5:30 土曜 6:25 - 6:30 | 『GOGOクルマガジン』（月曜 - 金曜） 『ワイドFM始めました』（土曜） |                                                                   |
| 大分県         | 大分放送（OBS）               | 月曜 - 金曜 6:30 - 6:35 土曜 7:00 - 7:05 | 『ラジオショッピング』（月曜 - 金曜） 『ミュージックセレクション』（土曜） |                                                                   |
| 山梨県         | 山梨放送（YBS）               | 月曜 - 金曜 6:45 - 6:50 土曜 6:19 - 6:24 | 『ビューティフルモーニング』 （月曜 - 金曜 6:40 - 6:50） 『いきいき歌謡ダイアリー』 （土曜 6:15 - 6:30） |                                                                   |
| 福井県         | 福井放送（FBC）               | 月曜 - 金曜 6:50 - 6:55 土曜 5:50 - 5:55 | 『昭和歌謡セレクション』 （月曜 - 金曜 6:50 - 7:00） 『心のともしび』（土曜） | [ 7 ]                                                             |
| 熊本県         | 熊本放送（RKK）               | 月曜 - 金曜 5:10 - 5:15 日曜 6:00 - 6:05 | 『RKKラジオ今月の推薦曲』 |                                                                   |
| 長野県         | 信越放送（SBC）               | 月曜 - 金曜 5:10 - 5:15 日曜 6:15 - 6:20 | 『SBCラジオショッピング』（月曜 - 金曜） 『心のともしび』（日曜） |                                                                   |
| 新潟県         | 新潟放送（BSN）               | 月曜 - 金曜 5:15 - 5:20 日曜 6:15 - 6:20 | 『心のともしび』（月曜 - 金曜） 『Oh!演歌ミニ』（日曜） | [ 13 ]                                                            |
| 青森県         | 青森放送（RAB）               | 月曜 - 金曜 5:20 - 5:25 日曜 6:15 - 6:20 | 『あの日、あの歌』 （月曜 - 金曜 5:20 - 5:30、日曜 6:15 - 6:25） | [ 8 ]                                                             |
| 鹿児島県       | 南日本放送（MBC）             | 月曜 - 金曜 5:20 - 5:25 日曜 6:15 - 6:20 | 『柴さとみのさわやかグッドモーニング』 （月曜 - 金曜 5:15 - 5:25） 『小林綾子 花言葉〜小さな花の物語〜』 （日曜 6:10 - 6:20） |                                                                   |
| 高知県         | 高知放送（RKC）               | 月曜 - 金曜 5:25 - 5:30 日曜 7:25 - 7:30 | 『モーニング・シャワー』（月曜 - 金曜） 『山田パンダ元気あげます』 （日曜 7:10 - 7:30） |                                                                   |
| 群馬県高崎市   | ラジオ高崎                    | 月曜 - 金曜 5:40 - 5:45 日曜 6:40 - 6:45 | 『元気はつらつ歌謡曲』（月曜 - 金曜 4:40 - 5:45） 『Amore Cantare Mangiare』 （日曜 6:30 - 7:55） |                                                                   |
| 和歌山県       | 和歌山放送（wbs）             | 月曜 - 金曜 6:30 - 6:35 日曜 6:20 - 6:25 | 『グッデイ!』 （月曜 - 金曜 6:30 - 8:30） 『ミュージックプラス』（日曜） |                                                                   |

## 注記
1. ↑  2005年3月まではMBSラジオがキー局であり、ネット局だった。
2. ↑  祝祭日の他、北方領土の日、沖縄慰霊の日など教団が重要視する日が含まれる。
3. ↑  平日版については、2013年3月29日まで単独番組として8:54 - 8:59に放送。2019年4月1日 - 9月27日は『中西ふみ子の今日も元気に』に内包されていた。
4. ↑  北海道では2006年9月30日まで、当局とSTVラジオの2局でブッキングさせられる形で放送されていた。平日は当局とSTVラジオで放送時間が全く同じになった時期もあった。なお、STVラジオの放送は同年9月いっぱいで終了になった。
5. ↑  大都市圏以外での地方局では、唯一のネット。
6. ↑  放送開始 - 1980年3月はTBSラジオで放送していた。
7. 1 2  2016年3月26日で打ち切り。
8. 1 2 3 4 5  2016年3月31日で打ち切り。
9. ↑  香川県の西日本放送では未放送。
10. ↑  中京広域圏の岐阜県のぎふチャンでは未放送。なお1970年代までは、CBCラジオで放送していた。
11. ↑  2016年3月で打ち切り。
12. ↑  2021年4月1日から放送上では「IBS」の使用を止めて「LuckyFM」に変更した。2024年2月1日に正式社名を「LuckyFM茨城放送」に変更した。
13. ↑  2016年3月27日で打ち切り。
14. ↑  コミュニティFM局では唯一のネット局であった。